# Машкачі
Машкачі́ (рос. Машкачи) — присілок у складі Слободського району Кіровської області, Росія. Входить до складу Шиховського сільського поселення.
Населення становить 34 особи (2010, 5 у 2002).
Національний склад станом на 2002 рік — росіяни 80 %.